# Bingham-Gletscher
Der Bingham-Gletscher ist ein etwa 25 km langer Gletscher an der Wilkins-Küste des Palmerlands auf der Antarktischen Halbinsel. Er mündet am südlich gelegenen Kap Reichelderfer in das Larsen-Schelfeis.
Das Mündungsgebiet wurde 1928 von Hubert Wilkins und 1935 von Lincoln Ellsworth bei Überflügen fotografiert. Kartografisch erfasst wurde er durch Teilnehmer der British Graham Land Expedition (1934–1937) unter der Leitung des australischen Polarforschers John Rymill im Jahr 1936. Weitere Vermessungen erfolgten 1940 durch Wissenschaftler der United States Antarctic Service Expedition (1939–1941). Das Advisory Committee on Antarctic Names benannte ihn 1947 nach Edward William Bingham (1901–1993), Mitglied der British Graham Land Expedition.